# Assolo
Assolo är en ort och kommun i provinsen Oristano i regionen Sardinien i Italien. Kommunen hade 376 invånare (2017).